# Gyrinus schneideri
Gyrinus schneideri là một loài bọ cánh cứng trong họ van Gyrinidae. Loài này được Ochs miêu tả khoa học năm 1956.